# Rheydt
Rheydt era una città tedesca nella Bassa Renania.
Attualmente è un quartiere, a sua volta diviso tra i distretti di Rheydt-Mitte e Rheydt-West, del distretto urbano (Stadtbezirk) sud della città di Mönchengladbach.

## Storia
Di origine medievale, Rheydt iniziò a svilupparsi come città industriale intorno alla età del XIX secolo, ottenendo il titolo di città nel 1856.
Il 1º agosto 1929 Rheydt fu unita alle città limitrofe di München-Gladbach (attuale Mönchengladbach) e Odenkirchen, e al comune di Giesenkirchen, a formare la nuova città di Gladbach-Rheydt. Tuttavia quest'unione fu effimera: già nel 1933, con la presa del potere dei nazionalsocialisti (il cui alto dirigente Joseph Goebbels era nativo di Rheydt), l'unione fu disciolta separando München-Gladbach da Rheydt, che comprendeva ora Odenkirchen e Giesenkirchen, risultando così ingrandita.
Nel 1968 Rheydt superò la cifra simbolica di 100.000 abitanti.
Rheydt fu annessa definitivamente a Mönchengladbach nel 1975, andandone a formare i due distretti di Rheydt-Mitte e Rheydt-West.

## Monumenti e luoghi d'interesse

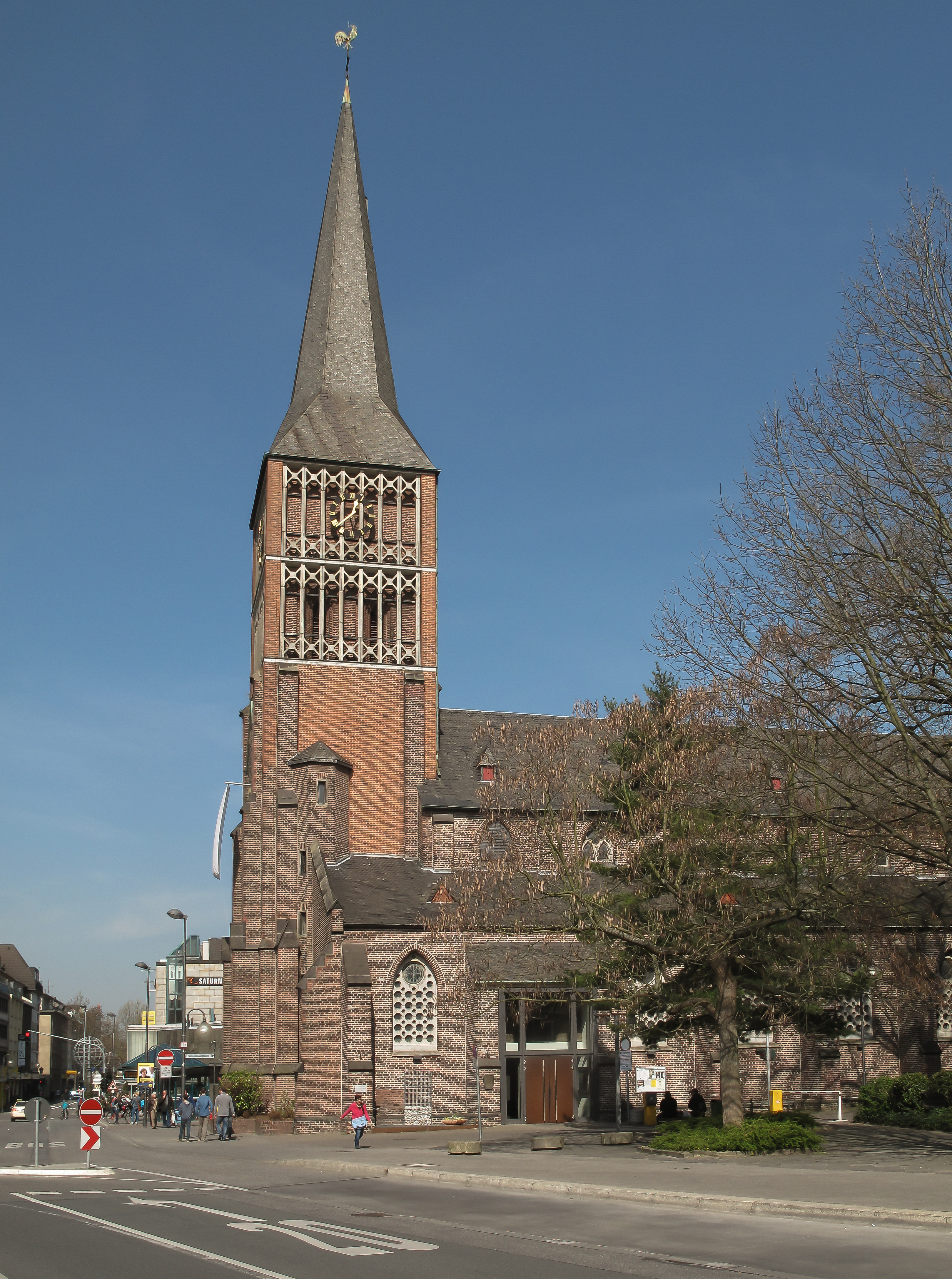
La Chiesa di S. Maria

- Il Castello (das Schloss), uno degli edifici meglio conservati dell'epoca rinascimentale
- La Chiesa cattolica di S. Maria (die Sankt Marienkirche), costruita tra il 1853 e il 1855

## Amministrazione
Elenco dei sindaci dell'ex comune dal 1808 al 1974:
- 1808–1823: Dietrich Lenßen
- 1823–1857: Johann David Büschgens
- 1857–1877: Carl Theodorf von Velsen
- 1877–1893: Emil Pahlke
- 1893–1901: Dr. Wilhelm Strauß
- 1901–1905: Dr. Karl August Tettenborn
- 1906–1920: Paul Lehwald
- 1920–1929: Dr. Oskar Graemer
- 1929–1930: Franz Gielen
- 1930–1933: Dr. Johannes Handschumacher
- 1933: Wilhelm Pelzer
- 1934–1936: Edwin Renatus Robert August Hasenjaeger
- 1936–1940: Heinz Gebauer
- 1940–1945: Dr. Alexander Doemens
- 1945: August Brocher
- 1945–1948: Dr. Carl Marcus
- 1948–1950: Heinrich Pesch
- 1950–1956: Johannes Scheulen
- 1956–1961: Wilhelm Schiffer
- 1961–1963: Dr. Friedrich Hinnah
- 1963–1964: Fritz Rahmen
- 1964–1969: Wilhelm Schiffer
- 1969–1974: Fritz Rahmen